# Денніс Кусинич
Денніс Джон Кусинич (англ. Dennis John Kucinich; нар. 8 жовтня 1946, Клівленд, Огайо) — американський політик, представник Демократичної партії США. Був 53-м мером Клівленда (штат Огайо) з 1977 по 1979 роки; в 1997–2013 роках — представник Демократичної партії в Палаті представників Конгресу США від 10-го округу Огайо і членом Фракції прогресивістів Конгресу (CPC).
Кусинича, який позиціював себе як захисника інтересів трудящих, що протистоїть великим корпораціям і Уолл-стріт, називали одним з найбільш лівих за переконаннями конгресменів, якого в європейському політичному спектрі віднесли б до соціал-демократів, але в американському політичному мейнстрімі вважають радикально лівим.
Брав участь у президентській гонці 2004 і 2008 року (не став кандидатом, оскільки не виграв «праймеріз» своєї партії). Після відходу з Конгресу залишиться політичним аналітиком, членом Консультативної ради Прогресивних демократів Америки і постійним гостем консервативного телеканалу Fox News.